# VM i skak 1961
VM i skak 1961 var en match mellem verdensmesteren i skak Mikhail Tal fra Sovjetunionen og hans landsmand Mikhail Botvinnik, som havde ret til revanchedyst efter VM i skak 1960. Matchen fandt sted i Moskva, Sovjetunionen 15. marts – 12. maj 1961. Matchen gjaldt 24 partier med sejr til titelholderen ved uafgjort 12 – 12. Botvinnik vandt matchen 13 – 8, og blev dermed verdensmester for tredje gang. Mikhail Botvinnik var med sine 49 den næstældste vinder af en match om verdensmesterskabet nogensinde, kun Wilhelm Steinitz var ældre, da han vandt sine VM-matcher mellem 1886 og 1892.

## Baggrund
Mikhail Botvinnik blev første gang verdensmester ved VM i skak 1948 og havde været ude i fire titelforsvar siden. To gange havde han sikret den ved at spille uafgjort 12 – 12 og to gange havde han tabt titlen. Første gang han tabte den var i 1957, hvor han tabte til Vassilij Smyslov, men pga. den såkaldte "Botvinnik-regel" havde han ret til en returmatch i 1958, som han vandt.
Efterfølgende tabte han i 1960 til den fremadstormende Mikhail Tal, som i løbet af blot tre år var gået fra at vinde sit første sovjetmesterskab og blive udnævnt til stormester, før han havde spillet nogen internationale individuelle turneringer, og til at blive verdensmester. Matchen i 1961 var dermed endnu en revanchematch.
Tal led af dårlige nyrer og hans læge hjemme i Riga havde anbefalet en udskydelse af matchen, men da Botvinnik krævede en bekræftelse fra en læge i Moskva for at udsætte matchen, valgte Tal at spille alligevel, hvilket ifølge den sovjetiske stormester Jurij Averbakh var en fejl. Sygdommen var delvist med til at gøre hans forberedelser dårligere, mens Botvinnik gennemanalyserede Tals spil og ændrede spillestil for at undgå de taktiske komplikationer, som var Tals territorium, og i stedet søge mod lukkede positioner og slutspil.

## Styrkeforhold inden matchen
Der var ikke mange, der regnede med, at den snart 50-årige Botvinnik ville have den store chance mod den energiske "troldmand fra Riga", men på det tidspunkt kendte man heller ikke omfanget af Tals helbredsproblemer. Tal var selv sikker på, at han ville vinde og har givetvis undervurderet både sine egne problemer og Botvinniks evne til at analysere og forberede sig på en match.

## Matchresultat
| VM matchen Tal - Botvinnik, 1961 | VM matchen Tal - Botvinnik, 1961 | VM matchen Tal - Botvinnik, 1961 | VM matchen Tal - Botvinnik, 1961 | VM matchen Tal - Botvinnik, 1961 | VM matchen Tal - Botvinnik, 1961 | VM matchen Tal - Botvinnik, 1961 |
| Parti                            | Dato (1961)                      | Hvid                             | Sort                             | Resultat                         | I alt Tal                        | I alt Botvinnik                  |
| -------------------------------- | -------------------------------- | -------------------------------- | -------------------------------- | -------------------------------- | -------------------------------- | -------------------------------- |
| 1                                | 15. marts                        | Botvinnik                        | Tal                              | 1 - 0                            | 0                                | 1                                |
| 2                                | 17. marts                        | Tal                              | Botvinnik                        | 1 - 0                            | 1                                | 1                                |
| 3                                | 20. marts                        | Botvinnik                        | Tal                              | 1 - 0                            | 1                                | 2                                |
| 4                                | 22. marts                        | Tal                              | Botvinnik                        | ½ - ½                            | 1½                               | 2½                               |
| 5                                | 24. marts                        | Botvinnik                        | Tal                              | ½ – ½                            | 2                                | 3                                |
| 6                                | 27. marts                        | Tal                              | Botvinnik                        | ½ – ½                            | 2½                               | 3½                               |
| 7                                | 29. marts                        | Botvinnik                        | Tal                              | 1 - 0                            | 2½                               | 4½                               |
| 8                                | 31. marts                        | Tal                              | Botvinnik                        | 1 - 0                            | 3½                               | 4½                               |
| 9                                | 7. april                         | Botvinnik                        | Tal                              | 1 - 0                            | 3½                               | 5½                               |
| 10                               | 10. april                        | Tal                              | Botvinnik                        | 0 - 1                            | 3½                               | 6½                               |
| 11                               | 12. april                        | Botvinnik                        | Tal                              | 1 - 0                            | 3½                               | 7½                               |
| 12                               | 14. april                        | Tal                              | Botvinnik                        | 1 - 0                            | 4½                               | 7½                               |
| 13                               | 17. april                        | Botvinnik                        | Tal                              | 1 – 0                            | 4½                               | 8½                               |
| 14                               | 19. april                        | Tal                              | Botvinnik                        | ½ - ½                            | 5                                | 9                                |
| 15                               | 21. april                        | Botvinnik                        | Tal                              | 1 - 0                            | 5                                | 10                               |
| 16                               | 24. april                        | Tal                              | Botvinnik                        | ½ - ½                            | 5½                               | 10½                              |
| 17                               | 28. april                        | Botvinnik                        | Tal                              | 0 - 1                            | 6½                               | 10½                              |
| 18                               | 3. maj                           | Tal                              | Botvinnik                        | 0 - 1                            | 6½                               | 11½                              |
| 19                               | 5. maj                           | Botvinnik                        | Tal                              | 0 - 1                            | 7½                               | 11½                              |
| 20                               | 8. maj                           | Tal                              | Botvinnik                        | ½ - ½                            | 8                                | 12                               |
| 21                               | 12. maj                          | Botvinnik                        | Tal                              | 1 - 0                            | 8                                | 13                               |

## Efterspil
Efter at Mikhail Botvinnik to gange i træk havde udnyttet rettet til en revanchematch og havde tilbageerobret titlen, blev den såkaldte "Botvinnik-regel" afskaffet, og i den efterfølgende VM-cyklus ville han kun få en chance. Der var spekulationer om, at han ville trække sig tilbage som ubesejret verdensmester, men han valgte at stille op til VM i skak 1963.
Mikhail Tals nyreproblemer var så alvorlige, at han måtte have fjernet den ene, mellem VM-matchen og den næste kandidatturnering i Curacao i 1962. Ved denne turnering var han nødt til at trække sig, før spillerne skulle møde hinanden for fjerde gang, da han blev indlagt.